# The Fuse (серия комиксов)
The Fuse — серия комиксов, которую в 2014—2016 годах издавала компания Image Comics.

## Синопсис
События разворачиваются в стальном городе на орбите Земли. Произошло двойное убийство, которое вынуждает полицию присматривать даже за мэрией.

## История создания
Джонстон был рад работать с Гринвудом. Он вдохновлялся такими произведениями, как «Чужой», «Побег из Нью-Йорка» и «Звёздные войны».

## Коллекционные издания
| Название                             | Тип            | Дата выхода     | Собранный материал | Кол-во страниц | ISBN                       |
| ------------------------------------ | -------------- | --------------- | ------------------ | -------------- | -------------------------- |
| Vol. 1: The Russia Shift             | Мягкая обложка | 27 августа 2014 | The Fuse #1-6      | 160            | 978-1632150080, 1632150085 |
| Vol. 2: Gridlock                     | Мягкая обложка | 3 июня 2015     | The Fuse #7-12     | 160            | 978-1632153135, 1632153130 |
| Vol. 3: Perihelion                   | Мягкая обложка | 4 мая 2016      | The Fuse #13-18    | 160            | 978-1632156570, 1632156571 |
| Vol. 4: Constant Orbital Revolutions | Мягкая обложка | 8 февраля 2017  | The Fuse #19-24    | 152            | 978-1534300408, 1534300406 |

## Реакция

### Отзывы критиков
На сайте Comic Book Roundup серия имеет оценку 7,1 из 10 на основе 78 рецензий. Мэрикейт Джаспер из Comic Book Resources была готова поспорить, «что к пятому выпуску The Fuse станет тем, о чём все будут говорить». Роберт Туттон из Paste дал первому выпуску 7 баллов из 10 и написал, что «потенциал The Fuse, вероятно, перевесит и в конечном итоге затмит его несколько ранних недостатков». Майкл Моччио поставил дебюту оценку 8 из 10 и посчитал, что «самым сильным преимуществом комикса является его ограниченный набор персонажей». Джон Йохе из Comics Bulletin вручил первому выпуску 3 звезды из 5 и отметил, что «Image продолжает оставаться компанией, поощряющей интересные авторские истории, которые обычно представляют собой смешение жанров». Джен Апрахамян из Comic Vine присвоила дебюту 5 звёзд из 5 и подчеркнула, что «мы получаем несколько явно не безвкусных персонажей» и «можем наблюдать, как они раскрывают интригующие преступления в нео-нео-нуарной обстановке».

### Продажи
Ниже представлен график продаж сборников комикса за их первый месяц выпуска на территории Северной Америки.